# ستيوارت ستون
ستيوارت ستون هو منتج أسطوانات وموسيقي وممثل كندي، ولد في 17 نوفمبر 1977 في كندا.

## أعمال

### أفلام
- (2001) دوني داركو[4]
- (2001) رحلة ممتعة[5]

### مسلسلات
- بيفرلي هيلز 90210
- كارل وكارل
- نعنوع الدلوع

## وصلات خارجية
- ستيوارت ستون على موقع IMDb (الإنجليزية)
- ستيوارت ستون على موقع ألو سيني (الفرنسية)
- ستيوارت ستون على موقع أول موفي (الإنجليزية)
- ستيوارت ستون على موقع قاعدة بيانات الأفلام السويدية (السويدية)
- ستيوارت ستون على موقع قاعدة بيانات الفيلم (الإنجليزية)
- ستيوارت ستون على موقع كينوبويسك (الروسية)